# منتخب تشيلي لكرة اليد
هو المنتخب الوطني لدولة تشيلي، وهو يتبع الاتحاد التشيلي لكرة اليد. تأهل لـبطولة العالم لكرة اليد 2011 المقامة في السويد.

## النتائج

### بطولة العالم
| بطولة العالم لكرة اليد للرجال | بطولة العالم لكرة اليد للرجال | بطولة العالم لكرة اليد للرجال | بطولة العالم لكرة اليد للرجال | بطولة العالم لكرة اليد للرجال | بطولة العالم لكرة اليد للرجال | بطولة العالم لكرة اليد للرجال | بطولة العالم لكرة اليد للرجال | بطولة العالم لكرة اليد للرجال |
| السنة                         | الدور                         | المركز                        | لعب                           | فاز                           | تعادل                         | خسر                           | له                            | عليه                          |
| ----------------------------- | ----------------------------- | ----------------------------- | ----------------------------- | ----------------------------- | ----------------------------- | ----------------------------- | ----------------------------- | ----------------------------- |
| من 1938 إلى 1978              | لم يشارك                      | لم يشارك                      | لم يشارك                      | لم يشارك                      | لم يشارك                      | لم يشارك                      | لم يشارك                      | لم يشارك                      |
| من 1982 إلى 2009              | لم يتأهل                      | لم يتأهل                      | لم يتأهل                      | لم يتأهل                      | لم يتأهل                      | لم يتأهل                      | لم يتأهل                      | لم يتأهل                      |
| السويد 2011                   | كأس الرئيس                    | 22                            | 7                             | 1                             | 1                             | 5                             | 164                           | 216                           |
| إسبانيا 2013                  | كأس الرئيس                    | 23                            | 7                             | 1                             | 0                             | 6                             | 184                           | 236                           |
| قطر 2015                      | كأس الرئيس                    | 23                            | 7                             | 1                             | 0                             | 6                             | 165                           | 224                           |
| فرنسا 2017                    | كأس الرئيس                    | 21                            | 7                             | 3                             | 0                             | 4                             | 192                           | 219                           |
| المجموع                       |                               |                               | 28                            | 6                             | 1                             | 21                            | 705                           | 895                           |